# Choco Pie

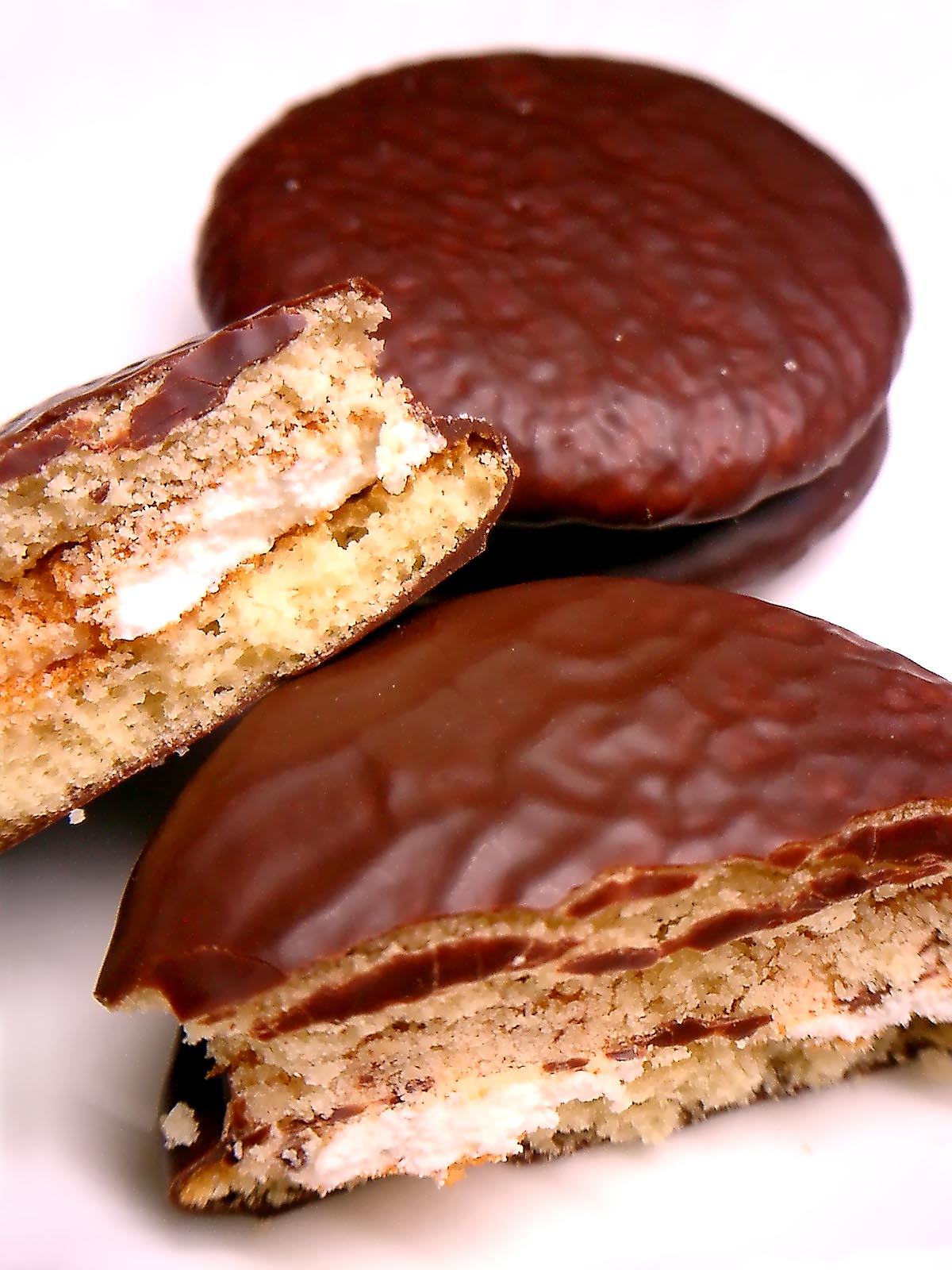
Choco Pie

Choco Pie ist eine südkoreanische Süßigkeit, bestehend aus zwei kleinen runden Kuchen-Schichten mit Marshmallow-Füllung und Schokoladenüberzug, ähnlich einer Moon Pie. Er wird seit 1974 von Orion Süßwaren verkauft. Bis 2006 betrug der Absatz insgesamt 12 Milliarden Stück. In Südkorea ist Orion durch dieses Produkt der führende Anbieter von Pies. Unter anderem beliefert das Unternehmen das südkoreanische Militär, das die Choco Pies an Soldaten verteilt. Weitere wichtige Absatzmärkte sind China, Russland und Südostasien, wobei Kinder im Alter von 5 bis 10 Jahren die Hauptkonsumentengruppe darstellen. Das Konkurrenzunternehmen Lotte hat ein gleichnamiges Produkt im Sortiment, das zu einem niedrigeren Preis angeboten wird.

## Choco Pie in Nordkorea
Internationale Bekanntheit erlangten die Choco Pies aufgrund der sog. „Choco Pie-ization of North Korea“.  In der Sonderwirtschaftszone Kaesŏng wurde das Produkt von südkoreanischen Geschäftspartnern als Boni an die nordkoreanischen Arbeiter ausgegeben, da vertraglich keine direkten Zahlungen stattfinden, jedoch materielle Zuwendungen direkt gewährt werden durften. Die Süßigkeit wurde daraufhin auf den (Schwarz-)Märkten in Nordkorea zu etwa 1200 Won gehandelt, was bei dem realen Wechselkurs zu der Zeit etwa 15 US-Cent entsprach, aber aufgrund des parallel bestehenden Devisen-Wechselkurses fälschlicherweise auf 10 US-Dollar umgerechnet wurde und als vermeintliche Zustandsbeschreibung der nordkoreanischen Wirtschaft Schlagzeilen machte. 2014 verbot das nordkoreanische Regime „Choco Pie“ schließlich in Kaesŏng und begleitete die Maßnahme mit einer Propagandainitiative, die die Süßigkeit als gesundheitsschädlich beschrieb. Inzwischen findet das identische Produkt Phaner Pie der vietnamesischen Firma Phạm Nguyên Verbreitung in Nordkorea.